# Mia Hansen-Løve
Mia Hansen-Løve (Paris, 5 de fevereiro de 1981) é uma cineasta, roteirista e ex-atriz francesa de origem dinamarquesa.

## Biografia
Hansen-Løve nasceu em 5 de fevereiro de 1981 em Paris, França, filha dos professores de filosofia Laurence e Ole Hansen-Løve. Estou Alemão na Universidade e quando adolescente começou a se interessar por atuação.
Iniciou a breve carreira no cinema aos 17 anos como atriz no filme Fin août, début septembre (1998) do diretor Olivier Assayas, com quem eventualmente se casaria. Em 2001, ingressa no Conservatório de Artes Dramáticas de Paris, mas abandonou o curso. Colaborou com a renomada revista de cinema Cahiers du Cinéma e iniciou-se na realização com uma, curta-metragem, Après mûre réflexion (2004). Os seus filmes têm sido premiados em festivais e aclamados pela crítica.

## Filmografia[4]

### Diretora
- 2007 : Tudo Perdoado (Tout est pardonné)
- 2009 : O pai dos meus filhos (Le Père de mes enfants)
- 2011 : Adeus, Primeiro Amor (Un amour de jeunesse)
- 2014 : Eden
- 2016 : O Que Está Por Vir (L'Avenir)
- 2018 : Maya
- 2020 : A Ilha de Bergman (Bergman Island)
- 2022: Uma Bela Amanhã (Un beau matin)

### Atriz
- 1998: Fim de Agosto, Começo de Setembro (Fin août, début septembre)

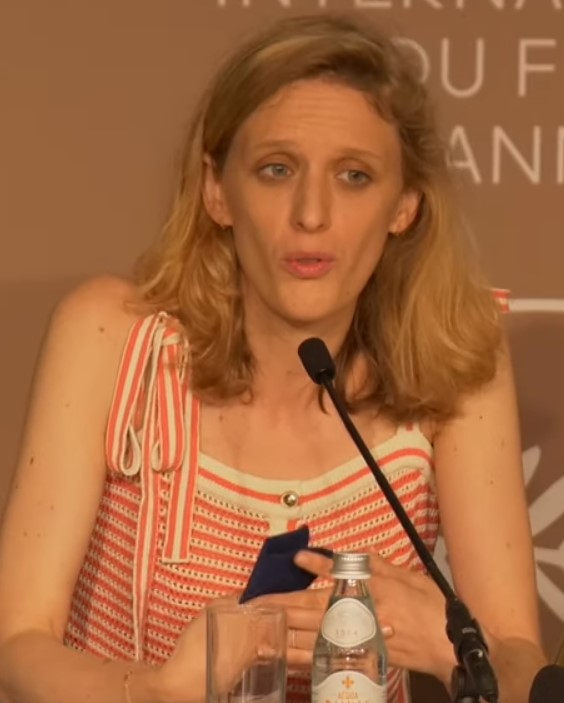
No Festival de Cinema de Cannes em 2021

- No Festival de Cinema de Cannes em 20212000: Os Destinos Sentimentais (Les destinées sentimentales)